# Equação do virial
A equação do virial é uma maneira de quantificar a não idealidade dos gases reais. À baixa pressão e alta temperatura os gases se comportam em geral como perfeitos; porém, em alguns casos, ao valor da relação PV/T varia com a pressão  e os gases obedecem a uma lei como:
{\displaystyle PV=RT+BP} (para 1 mol)
onde {\displaystyle B} é chamado segundo coeficiente do virial.
Para aproximar ainda mais o cálculo da realidade, escreve-se a equação do virial:
PV=(RT +BP+CP2+DP3....) onde B,C,D são os segundo, terceiro, quarto... coeficiente do virial  do gás estudado.
A determinação de valores para os coeficientes do virial são feitas a partir da comparação com dados obtidos experimentalmente para a relação entre pressão, volume e temperatura. Sendo assim, a equação do virial é a que possui maior potencial descritivo de um gás real. Porém, o uso de um grande número de parâmetros matemáticos torna o cálculo mais complicado. Além disso, os coeficientes do virial tendem a decair sequencialmente de modo significativo, de modo que B>>C. Assim, costuma-se simplificar a equação do virial considerando B o único coeficiente diferente de zero.